# 올배니 유나이티드 FC
올배니 유나이티드 FC(Albany United Football Club)는 뉴질랜드 올배니에 있는 세미프로 축구단이다.  
현재 NRFL 콘퍼런스에 참가하고 있으며, 2022년에 NRFL 디비전 1에서 강등되었다.
1977년에 설립된 해당 구단은 올배니에서 가장 큰 스포츠 클럽 중 하나이다.